# Harry Redknapp
Henry James Redknapp (Londra, 2 marzo 1947) è un ex calciatore e allenatore di calcio inglese, di ruolo centrocampista.

## Carriera

### Giocatore
Harry ha cominciato a giocare da professionista a 17 anni, nel West Ham Utd, e in 7 anni al Boleyn Ground ha disputato 149 partite e messo a segno 8 gol. Negli anni successivi ha vestito la maglia di Bournemouth (durante la cui militanza nasce il figlio ed ex calciatore Jamie), Brentford e negli Stati Uniti d'America con i Seattle Sounders e Phoenix Fire.

### Allenatore
All'inizio della stagione 1983-1984 Harry ha avuto il primo incarico in panchina, come vice di David Webb al Bournemouth. A partire dal 1984, fino al 1992, ha guidato il Bournemouth, sempre tra Football League e Second Division. Dal 1994 al 2001 ha allenato il West Ham Utd, facendo crescere giovani come Rio Ferdinand, Michael Carrick e suo nipote Frank Lampard. Negli anni successivi ha guidato il Portsmouth (portandolo in Premier League, con la contemporanea retrocessione del West Ham), e il Southampton (un'esperienza terminata con la retrocessione nel 2005), prima di tornare ai Pompeys nel 2005, vincendo la Coppa d'Inghilterra nel 2008.
Il 25 ottobre dello stesso anno viene ingaggiato dal Tottenham per prendere il posto di Juande Ramos. Il 5 maggio 2010, espugnando lo stadio del Manchester City, gli Spurs hanno la certezza di giocare nella stagione successiva la Champions League dopo 50 anni dall'ultima comparsa. La stagione successiva vedrà gli Spurs arrivare fino ai quarti di finale quando si dovranno arrendere al Real Madrid di José Mourinho dopo una doppia sconfitta per 4-0 a Madrid e per 0-1 a Londra. Nonostante questo gli inglesi si dimostrano una squadra rivelazione nel corso del torneo avendo battuto nel girone quelli che erano gli attuali campioni d'Europa ovvero l'Inter, e aveva eliminato una grande squadra di tradizione europea come il Milan negli ottavi di finale. In quella stagione il Tottenham si piazzerà in quinta posizione in patria, stavolta qualificandosi per la UEFA Europa League.
Il 14 giugno 2012 annuncia il suo addio alla panchina degli Spurs. Nell'ultima stagione con il Tottenham riporta la squadra al quarto posto nella Premier League 2011-2012 e la notizia del suo abbandono ha lasciato stupiti molti addetti ai lavori visto che aveva da pochi mesi rinnovato il contratto e il manager inglese era stato il migliore tra quelli passati al White Hart Line nell'ultima decade. L'8 settembre viene assunto come consulente dal Bournemouth, club militante in Football League One (la terza serie inglese).
Il 23 novembre assume l'incarico di allenatore del QPR con un ingaggio di 4 milioni, prendendo il posto dell'esonerato Mark Hughes, con l'obiettivo di portare la squadra fuori dalla zona retrocessione dopo che la squadra ha raccolto appena 4 punti nelle prime 12 giornate senza alcuna vittoria. Nonostante sotto la guida di Redknapp i risultati migliorino non riesce ad evitare la retrocessione che viene certificata quando al termine del campionato rimanevano 3 giornate da disputare. Nonostante questo il proprietario del club Tony Fernandes gli conferma la fiducia per la stagione seguente. Nel 2013-2014 con il 4º posto in Championship riporta subito la squadra in Premier League. Il 4 febbraio 2015, con il club al penultimo posto in classifica, si dimette per problemi fisici dato che si opera a un ginocchio.
Nel marzo 2016, Redknapp è stato nominato allenatore della nazionale giordana insieme al suo ex assistente, Kevin Bond, per le prossime due partite di qualificazione ai mondiali del 2018. La prima partita di Redknapp come allenatore della Giordania, il 24 marzo, si è conclusa con una vittoria per 8-0 sul Bangladesh. Questa è stata seguita da una sconfitta per 5-1 contro l'Australia.
Il 18 aprile 2017 Redknapp è stato annunciato come allenatore del Birmingham City fino alla fine della stagione dopo le dimissioni di Gianfranco Zola. Esordisce con una sconfitta per 1-0 contro i rivali locali dell'Aston Villa. Le ultime due partite della stagione hanno visto la squadra di Redknapp battere l'Huddersfield Town per 2–0, seguita da una vittoria in trasferta per 1–0 contro il Bristol City, consentendo al Birmingham di raggiungere la salvezza aritmetica.
Nel maggio 2017, Redknapp rinnova per un anno per continuare con il Birmingham. Kevin Bond rientra nello staff di Redknapp come vice, in sostituzione dell'uscente Steve Cotterill. Scelse come acquisti David Stockdale, Marc Roberts e Cheikh N'Doye.
Il 16 settembre 2017, dopo cinque sconfitte consecutive in campionato che hanno lasciato la squadra penultima in classifica, il Birmingham rescinde il contratto con Redknapp. Dopo il licenziamento, Redknapp ha detto che c'erano "qualsiasi possibilità" che il suo ruolo di allenatore del Birmingham sarebbe stato il suo ultimo lavoro manageriale. Un mese dopo, Redknapp ha confermato il suo ritiro da allenatore dopo 34 anni di onorata carriera.

## Statistiche

### Statistiche da allenatore
Statistiche aggiornate al 25 maggio 2020. In grassetto le competizioni vinte.
| Stagione               | Squadra                | Campionato             | Campionato | Campionato | Campionato | Campionato | Coppe nazionali | Coppe nazionali | Coppe nazionali | Coppe nazionali | Coppe nazionali | Coppe continentali | Coppe continentali | Coppe continentali | Coppe continentali | Coppe continentali | Altre coppe | Altre coppe | Altre coppe | Altre coppe | Altre coppe | Totale | Totale | Totale | Totale | % Vittorie | Piazzamento      |
| Stagione               | Squadra                | Comp                   | G          | V          | N          | P          | Comp            | G               | V               | N               | P               | Comp               | G                  | V                  | N                  | P                  | Comp        | G           | V           | N           | P           | G      | V      | N      | P      | %          | Piazzamento      |
| ---------------------- | ---------------------- | ---------------------- | ---------- | ---------- | ---------- | ---------- | --------------- | --------------- | --------------- | --------------- | --------------- | ------------------ | ------------------ | ------------------ | ------------------ | ------------------ | ----------- | ----------- | ----------- | ----------- | ----------- | ------ | ------ | ------ | ------ | ---------- | ---------------- |
| ott. 1983-1984         | Bournemouth            | TD                     | 35         | 14         | 7          | 14         | FACup+CdL       | 5+2             | 3+0             | 1+0             | 1+2             | -                  | -                  | -                  | -                  | -                  | FLT         | 6           | 5           | 1           | 0           | 48     | 22     | 9      | 17     | 45,83      | Sub. 17º         |
| 1984-1985              | Bournemouth            | TD                     | 46         | 19         | 11         | 16         | FACup+CdL       | 5+2             | 2+0             | 2+0             | 1+2             | -                  | -                  | -                  | -                  | -                  | FLT         | 5           | 3           | 0           | 2           | 58     | 24     | 13     | 21     | 41,38      | 10º              |
| 1985-1986              | Bournemouth            | TD                     | 46         | 15         | 9          | 22         | FACup+CdL       | 4+4             | 2+2             | 1+0             | 1+2             | -                  | -                  | -                  | -                  | -                  | FLT         | 2           | 1           | 0           | 1           | 56     | 20     | 10     | 26     | 35,71      | 15º              |
| 1986-1987              | Bournemouth            | TD                     | 46         | 29         | 10         | 7          | FACup+CdL       | 2+2             | 1+0             | 0+1             | 1+1             | -                  | -                  | -                  | -                  | -                  | FLT         | 3           | 1           | 1           | 1           | 53     | 31     | 12     | 10     | 58,49      | 1º (prom.)       |
| 1987-1988              | Bournemouth            | SD                     | 46         | 13         | 10         | 23         | FACup+CdL       | 1+5             | 0+2             | 0+2             | 1+1             | -                  | -                  | -                  | -                  | -                  | -           | -           | -           | -           | -           | 52     | 15     | 12     | 25     | 28,85      | 17º              |
| 1988-1989              | Bournemouth            | SD                     | 46         | 18         | 8          | 20         | FACup+CdL       | 5+4             | 2+1             | 2+1             | 1+2             | -                  | -                  | -                  | -                  | -                  | -           | -           | -           | -           | -           | 55     | 21     | 11     | 23     | 38,18      | 12º              |
| 1989-1990              | Bournemouth            | SD                     | 46         | 12         | 12         | 22         | FACup+CdL       | 1+4             | 0+1             | 0+2             | 1+1             | -                  | -                  | -                  | -                  | -                  | -           | -           | -           | -           | -           | 51     | 13     | 14     | 24     | 25,49      | 22º (retr.)      |
| 1990-1991              | Bournemouth            | TD                     | 46         | 19         | 13         | 14         | FACup+CdL       | 4+4             | 3+1             | 0+2             | 1+1             | -                  | -                  | -                  | -                  | -                  | FLT         | 2           | 0           | 1           | 1           | 56     | 23     | 16     | 17     | 41,07      | 9º               |
| 1991-1992              | Bournemouth            | TD                     | 46         | 20         | 11         | 15         | FACup+CdL       | 5+4             | 2+1             | 2+1             | 1+2             | -                  | -                  | -                  | -                  | -                  | FLT         | 3           | 1           | 1           | 1           | 58     | 24     | 15     | 19     | 41,38      | 8º               |
| Totale Bournemouth     | Totale Bournemouth     | Totale Bournemouth     | 403        | 159        | 91         | 153        |                 | 63              | 23              | 17              | 23              |                    | -                  | -                  | -                  | -                  |             | 21          | 11          | 4           | 6           | 487    | 193    | 112    | 182    | 39,63      |                  |
| 1994-1995              | West Ham Utd           | PL                     | 42         | 13         | 11         | 18         | FACup+CdL       | 2+4             | 1+2             | 0+0             | 1+2             | -                  | -                  | -                  | -                  | -                  | -           | -           | -           | -           | -           | 48     | 16     | 11     | 21     | 33,33      | 14º              |
| 1995-1996              | West Ham Utd           | PL                     | 38         | 14         | 9          | 15         | FACup+CdL       | 3+3             | 1+2             | 1+0             | 1+1             | -                  | -                  | -                  | -                  | -                  | -           | -           | -           | -           | -           | 44     | 17     | 10     | 17     | 38,64      | 10º              |
| 1996-1997              | West Ham Utd           | PL                     | 38         | 10         | 12         | 16         | FACup+CdL       | 2+5             | 0+2             | 1+2             | 1+1             | -                  | -                  | -                  | -                  | -                  | -           | -           | -           | -           | -           | 45     | 12     | 15     | 18     | 26,67      | 14º              |
| 1997-1998              | West Ham Utd           | PL                     | 38         | 16         | 8          | 14         | FACup+CdL       | 6+5             | 2+3             | 4+0             | 0+2             | -                  | -                  | -                  | -                  | -                  | -           | -           | -           | -           | -           | 53     | 31     | 16     | 6      | 58,49      | 8º               |
| 1998-1999              | West Ham Utd           | PL                     | 38         | 16         | 9          | 13         | FACup+CdL       | 2+2             | 0+1             | 1+0             | 1+1             | -                  | -                  | -                  | -                  | -                  | -           | -           | -           | -           | -           | 42     | 17     | 10     | 15     | 40,48      | 5º               |
| 1999-2000              | West Ham Utd           | PL                     | 38         | 15         | 10         | 13         | FACup+CdL       | 1+4             | 0+2             | 0+2             | 1+0             | CU                 | 4                  | 2                  | 1                  | 1                  | Int         | 6           | 4           | 1           | 1           | 53     | 23     | 14     | 16     | 43,40      | 9º               |
| 2000-mag. 2001         | West Ham Utd           | PL                     | 37         | 10         | 12         | 15         | FACup+CdL       | 4+4             | 3+2             | 0+1             | 1+1             | -                  | -                  | -                  | -                  | -                  | -           | -           | -           | -           | -           | 45     | 15     | 13     | 17     | 33,33      | Eson.            |
| Totale West Ham        | Totale West Ham        | Totale West Ham        | 269        | 94         | 71         | 104        |                 | 47              | 21              | 12              | 14              |                    | 4                  | 2                  | 1                  | 1                  |             | 6           | 4           | 1           | 1           | 326    | 121    | 85     | 120    | 37,12      |                  |
| mar.-giu. 2002         | Portsmouth             | FD                     | 5          | 0          | 2          | 3          | FACup+CdL       | -               | -               | -               | -               | -                  | -                  | -                  | -                  | -                  | -           | -           | -           | -           | -           | 5      | 0      | 2      | 3      | &0,00      | Sub. 17º         |
| 2002-2003              | Portsmouth             | FD                     | 46         | 29         | 11         | 6          | FACup+CdL       | 1+2             | 0+1             | 0+0             | 1+1             | -                  | -                  | -                  | -                  | -                  | -           | -           | -           | -           | -           | 49     | 30     | 11     | 8      | 61,22      | 1º (prom.)       |
| 2003-2004              | Portsmouth             | PL                     | 38         | 12         | 9          | 17         | FACup+CdL       | 5+3             | 3+1             | 1+1             | 1+1             | -                  | -                  | -                  | -                  | -                  | -           | -           | -           | -           | -           | 46     | 16     | 11     | 19     | 34,78      | 13º              |
| lug.-nov. 2004         | Portsmouth             | PL                     | 13         | 4          | 3          | 6          | FACup+CdL       | 0+3             | 3               | 0               | 0               | -                  | -                  | -                  | -                  | -                  | -           | -           | -           | -           | -           | 16     | 7      | 3      | 6      | 43,75      | Eson.            |
| dic. 2004-2005         | Southampton            | PL                     | 22         | 4          | 8          | 10         | FACup+CdL       | 5+0             | 3               | 1               | 1               | -                  | -                  | -                  | -                  | -                  | -           | -           | -           | -           | -           | 27     | 7      | 9      | 11     | 25,93      | Sub. 20º (retr.) |
| lug.-dic. 2005         | Southampton            | FLC                    | 20         | 5          | 12         | 3          | FACup+CdL       | 0+2             | 1               | 0               | 1               | -                  | -                  | -                  | -                  | -                  | -           | -           | -           | -           | -           | 22     | 6      | 12     | 4      | 27,27      | Eson.            |
| Totale Southampton     | Totale Southampton     | Totale Southampton     | 42         | 9          | 20         | 13         |                 | 7               | 4               | 1               | 2               |                    | -                  | -                  | -                  | -                  |             | -           | -           | -           | -           | 49     | 13     | 21     | 15     | 26,53      |                  |
| dic. 2005-2006         | Portsmouth             | PL                     | 23         | 8          | 4          | 11         | FACup+CdL       | 2+0             | 1               | 0               | 1               | -                  | -                  | -                  | -                  | -                  | -           | -           | -           | -           | -           | 25     | 9      | 4      | 12     | 36,00      | Sub. 17º         |
| 2006-2007              | Portsmouth             | PL                     | 38         | 14         | 12         | 12         | FACup+CdL       | 2+2             | 1+1             | 0+0             | 1+1             | -                  | -                  | -                  | -                  | -                  | -           | -           | -           | -           | -           | 42     | 16     | 12     | 14     | 38,10      | 9º               |
| 2007-2008              | Portsmouth             | PL                     | 38         | 16         | 9          | 13         | FACup+CdL       | 6+3             | 6+2             | 0+0             | 0+1             | -                  | -                  | -                  | -                  | -                  | -           | -           | -           | -           | -           | 47     | 24     | 9      | 14     | 51,06      | 8º               |
| lug.-ott. 2008         | Portsmouth             | PL                     | 9          | 4          | 2          | 3          | FACup+CdL       | 0+1             | 0               | 0               | 1               | -                  | -                  | -                  | -                  | -                  | CS          | 1           | 0           | 1           | 0           | 11     | 4      | 3      | 4      | 36,36      | Eson.            |
| Totale Portsmouth      | Totale Portsmouth      | Totale Portsmouth      | 210        | 91         | 52         | 71         |                 | 30              | 19              | 2               | 9               |                    | -                  | -                  | -                  | -                  |             | 1           | 0           | 1           | 0           | 241    | 110    | 55     | 80     | 45,64      |                  |
| ott. 2008-2009         | Tottenham              | PL                     | 30         | 14         | 7          | 9          | FACup+CdL       | 2+5             | 1+3             | 0+1             | 1+1             | -                  | -                  | -                  | -                  | -                  | -           | -           | -           | -           | -           | 37     | 18     | 8      | 11     | 48,65      | Sub. 8º          |
| 2009-2010              | Tottenham              | PL                     | 38         | 21         | 7          | 10         | FACup+CdL       | 8+4             | 4+3             | 4+0             | 0+1             | -                  | -                  | -                  | -                  | -                  | -           | -           | -           | -           | -           | 50     | 28     | 11     | 11     | 56,00      | 4º               |
| 2010-2011              | Tottenham              | PL                     | 38         | 16         | 14         | 8          | FACup+CdL       | 2+1             | 1+0             | 0+0             | 1+1             | UCL                | 12                 | 5                  | 3                  | 4                  | -           | -           | -           | -           | -           | 53     | 22     | 17     | 14     | 41,51      | 5º               |
| 2011-2012              | Tottenham              | PL                     | 38         | 20         | 9          | 9          | FACup+CdL       | 6+1             | 4+0             | 1+1             | 1+0             | UEL                | 8                  | 4                  | 2                  | 2                  | -           | -           | -           | -           | -           | 53     | 28     | 13     | 12     | 52,83      | 4º               |
| Totale Tottenham       | Totale Tottenham       | Totale Tottenham       | 144        | 71         | 37         | 36         |                 | 29              | 16              | 7               | 6               |                    | 20                 | 9                  | 5                  | 6                  |             | -           | -           | -           | -           | 193    | 96     | 49     | 48     | 49,74      |                  |
| nov. 2012-2013         | QPR                    | PL                     | 26         | 4          | 9          | 13         | FACup+CdL       | 3               | 1               | 1               | 1               | -                  | -                  | -                  | -                  | -                  | -           | -           | -           | -           | -           | 29     | 5      | 10     | 14     | 17,24      | Sub. 20º (retr.) |
| 2013-2014              | QPR                    | FLC                    | 46+3       | 23+1       | 11+2       | 12+0       | FACup+CdL       | 1+2             | 0+1             | 0+0             | 1+1             | -                  | -                  | -                  | -                  | -                  | -           | -           | -           | -           | -           | 52     | 25     | 13     | 14     | 48,08      | 4º (prom.)       |
| 2014-feb. 2015         | QPR                    | PL                     | 23         | 5          | 4          | 14         | FACup+CdL       | 1+1             | 0+0             | 0+0             | 1+1             | -                  | -                  | -                  | -                  | -                  | -           | -           | -           | -           | -           | 25     | 5      | 4      | 16     | 20,00      | Eson.            |
| Totale QPR             | Totale QPR             | Totale QPR             | 95+3       | 32+1       | 24+2       | 39+0       |                 | 8               | 2               | 1               | 5               |                    | -                  | -                  | -                  | -                  |             | -           | -           | -           | -           | 106    | 35     | 27     | 44     | 33,02      |                  |
| apr.-giu. 2017         | Birmingham City        | FLC                    | 3          | 2          | 0          | 1          | FACup+CdL       | -               | -               | -               | -               | -                  | -                  | -                  | -                  | -                  | -           | -           | -           | -           | -           | 3      | 2      | 0      | 1      | 66,67      | Sub. 19º         |
| lug.-set. 2017         | Birmingham City        | FLC                    | 8          | 1          | 1          | 6          | FACup+CdL       | 0+2             | 1               | 0               | 1               | -                  | -                  | -                  | -                  | -                  | -           | -           | -           | -           | -           | 10     | 2      | 1      | 7      | 20,00      | Eson.            |
| Totale Birmingham City | Totale Birmingham City | Totale Birmingham City | 11         | 3          | 1          | 7          |                 | 2               | 1               | 0               | 1               |                    | -                  | -                  | -                  | -                  |             | -           | -           | -           | -           | 13     | 4      | 1      | 8      | 30,77      |                  |
| Totale carriera        | Totale carriera        | Totale carriera        | 1181       | 460        | 298        | 423        |                 | 186             | 86              | 40              | 60              |                    | 24                 | 11                 | 6                  | 7                  |             | 28          | 15          | 6           | 7           | 1 419  | 572    | 350    | 497    | 40,31      |                  |

## Curiosità
Suo figlio, Jamie Redknapp, ha giocato sotto la sua guida con le maglie di Bournemouth e Southampton. È lo zio di Frank Lampard.

## Palmarès

### Giocatore
- Coppa delle Coppe: 1

West Ham: 1964-1965

### Allenatore

#### Competizioni nazionali
- Football League Trophy: 1

Bournemouth: 1983-1984
- Third Division: 1

Bournemouth: 1986-1987
- Coppa d'Inghilterra: 1

Portsmouth: 2007-2008

#### Competizioni internazionali
- Coppa Intertoto UEFA: 1

West Ham: 1999